# Hewa Bora Airways
Pour les articles homonymes, voir Hewa Bora.
Hewa Bora Airways était la plus grande compagnie aérienne de la République démocratique du Congo. Son code AITA est EO et son code OACI est ALX.
Hewa Bora Airways avait son siège à Barumbu, Kinshasa. Connue précédemment sous les noms de Congo Airlines, Zaïre Airlines et Zaïre Express, elle fut fondée en 1994.
La compagnie assure diverses liaisons passager et fret internationales et nationales. À la suite d'un accident, sa licence fut suspendue le 13 juillet 2011 par le gouvernement.

## Histoire

### Création
Hewa Bora Airways a été créée en 2001, sur les bases de la compagnie Congo Airlines, elle-même créée en 1994 et ayant depuis subi plusieurs changements de noms (Express City, Zaïre Cargo, Zaïre Airlines…). 
La dénomination Hewa Bora Airways est arrivée en même temps que de nouveaux investisseurs, et, surtout, de l'arrivée du premier Lockheed 1011 Tristar de la compagnie, qui exploitait à l'époque essentiellement des Boeing 727 100 (9Q-CRG) et 200 (9Q-CWA, 9Q-CRS…) qui avaient remplacé les BAC 1-11 exploités du temps d'Express City.
Aujourd'hui, la compagnie figure sur la liste noire de l'UE, comme toutes les compagnies de la RDC.

### Accidents
Le 8 juillet 2011 : l'avion, un Boeing 727, s'écrase au-delà de la piste lors de l'atterrissage à l'aéroport de Kisangani, dans le nord-est de la République démocratique du Congo. L'accident s'est produit aux environs de 15 h locales (13 h GMT), alors qu'une très forte pluie s'abattait sur la région. L'avion transportait 112 personnes. Au moins 74 personnes ont été tuées.
Le 15 avril 2008 :un avion Douglas DC-9-51 - le vol 122 d'Hewa Bora Airways - s'écrase à Goma dans l'Est de la République démocratique du Congo, juste au sud de l'aéroport international de Goma.

### Le Tristar
Avec son Tristar (L1011-250 9Q-CHA), Hewa Bora tente de lancer une desserte sur Bruxelles, mais les droits lui seront initialement refusés, et cet avion fait donc son vol inaugural sur l'Afrique du Sud, afin de démontrer aux passagers sa qualité. Par la suite, l'avion desservira régulièrement l'Afrique du Sud. Finalement, pour les fêtes de fin d'année, l'autorisation est donnée pour le Tristar pour amener, en vol charter, de nombreux passagers en congé, à l'aéroport de Liège. La Sabena ayant fait faillite, le vol affiche complet. Quelques mois plus tard, elle démarre enfin ses vols réguliers, initialement vers Liège, avant de desservir Bruxelles. Réputée pour la qualité de ses services et ses hôtesses chaleureuses, et offrant une franchise bagages supérieure à la nouvelle concurrente SN Brussels Airlines, Hewa Bora gagne de très nombreux passagers. Elle reçoit en juin 2002 son deuxième Tristar, un L1011-500 cette fois, immatriculé 9Q-CHC.

### Première compagnie congolaise
En 2003, la compagnie reçoit également des Boeing 727 qu'elle rachète auprès de Delta Airlines (9Q-CHD, -CHE, -CHF-CHG) qui lui permettent de remplacer les autres, arrivés en fin de vie. Ces 727 sont parmi les derniers produits et sont suréquipés, ce qui en fait une belle référence en RDC. La compagnie se lance peu après dans le transport « VIP », en créant Executive Jet Services, qui exploitera 2 Boeing 727-100 (S9-ROI, -DBM, initialement 3D-BOE, -BOC) et 1 Hawker HS125 (S9-PDG, initialement 3D-BOS).

## Villes desservies

### Réseau national
- Gemena
- Goma
- Kananga
- Kinshasa
- Kisangani
- Lubumbashi
- Mbandaka
- Mbuji-Mayi

### Réseau international
- Brazzaville
- Johannesburg
- Liège
- Bruxelles

## Flotte
En septembre 2010:
Flotte dernière:
- 1 Boeing 767-200ER       (9Q-COG)       (ex - S9-TOP,9Q-CJD) (ex - Air Gabon) (2007-...)
- 4 McDonnell Douglas MD82 (9Q-COJ, -COW, -COY, -COZ) (ex - American Airlines)  (2009-...)
- 2 Boeing 727-100         (9Q-COP)       (ex - S9-DBM)                         (2005-...)
- 1 Hawker Siddeley HS125  (9Q-COX)       (ex - S9-PDG)                         (2005-...)

Total: 8
Flotte passée:
- 1 McDonnell Douglas MD82 (9Q-COQ) (crash à Kinshasa, 21 juin 2010)            (2009-2010)
- 4 Boeing 727-232/Adv     (9Q-CHD,-CHE,-CHF,-CHG) (Au sol à Kinshasa)          (2003-2009)
- 1 Boeing 727-100 VIP     (S9-ROI)                                             (2005-2009)
- 1 Boeing 727-100F (cargo)(9Q-CHK)(Au sol à Kinshasa)                          (2005-2009)
- 2 Douglas DC-8-55 (cargo)(9Q-CHL, -CHM)(Au sol à Kinshasa)                    (2006-2009)
- 1 Boeing 707-300F        (9Q-CKR) (Au sol à Kinshasa)                         (N/C-2009)
- 1 Douglas DC-9-51        (9Q-CHN) (crash à Goma, le 15 avril 2008)            (2005-2008)
- 1 Lockheed L-1011-385-3 TriStar 500 (9Q-CHC) (Au sol, à Kinshasa)             (2002-2007)
- 1 Boeing 737-200 (immatriculé: 9Q-CKZ)(Démantelé à Kinshasa)                  (N/C-2006)
- 2 Boeing 727-200 (immatriculés: 9Q-CRS,9Q-CWA) (Démantelé à Kinshasa)         (N/C-2005)
- 1 Boeing 707-300 (cargo)(immatriculé: 9Q-CKK) (Démantelé à Kinshasa)          (N/C-2005)
- 1 Boeing 727-100 (immatriculé: 9Q-CRG) (Démantelé à Kinshasa)                 (N/C-2004)
- 1 Lockheed L-1011-385-3 TriStar 250 (9Q-CHA) (Démantelé à Kinshasa)           (2000-2002)
- 1 Boeing 707-300 (cargo)(immatriculé: 9Q-CKB) (Crash à Kinshasa)              (N/C-2002)